# Тадеуш Вєнцковський
Тадеуш Веслав Вєнцковський (пол. Tadeusz Wiesław Więckowski; нар. 31 жовтня 1952, Львувек-Шльонський) — польський інженер, доктор технічних наук, професор, ректор Вроцлавської політехніки у періоди 2008—2012 та 2012—2016 років. Віце-президент Польської академії наук, заступник керівника Польської господарської палати новітніх технологій, автор численних наукових публікацій та праць.

## Біографія
Навчався у Вроцлавському технічному університеті, де закінчив у 1976 році відділ електроніки. У 1980 році здобув звання доктора технічних наук. За рішенням президента Республіки Польща від 20 серпня 2002 року він отримав звання професора технічних наук.
Працював керівником студії в Державній радіостанції. Будучи вченим, пов'язаним з Вроцлавським технічним університетом, з 2002 року став його професором. Він був проректором цього університету, а у 2008 році був обраний ректором. Переобрався на другий чотирирічний термін у 2012 році. Також став заступником голови комітету електроніки та телекомунікацій Польської академії наук. Спеціалізується у галузі електромагнітної сумісності, радіозв'язку та телекомунікаційних систем і є автором численних наукових публікацій.
У 2011 році Національний університет «Львівська політехніка» присвоїв Тадеушу Вєнцковському титул Doctor Honoris Causa. Між Вроцлавською та Львівською політехнікою було налагоджено співпрацю.

## Нагороди
- Золотий хрест заслуги (2004)[5]
- Срібний хрест заслуги (2000)[6]
- Офіцер ордена Відродження Польщі (2011)[7]